# بل پارک، ویکتوریا
بل پارک (به انگلیسی: Bell Park) یک حومه شهر در استرالیا است که در ویکتوریا (استرالیا) واقع شده‌است.